# Eidgenössische Volksinitiative «Ja zur Hausarztmedizin» und direkter Gegenentwurf
Die eidgenössische Volksinitiative «Ja zur Hausarztmedizin» war eine Volksinitiative, die vom Verband «Hausärzte Schweiz» am 1. Oktober 2009 lanciert worden war. Sie hatte zum Ziel, die Versorgung der schweizerischen Bevölkerung durch Hausärzte zu sichern. Die Bundesversammlung stellte der Initiative einen direkten Gegenentwurf auf Verfassungsstufe gegenüber, worauf die Initiative zurückgezogen wurde. In der Volksabstimmung vom 15. Mai 2014 nahmen Volk- und Stände den Gegenentwurf mit 88,1 % Ja-Stimmen aus dem Volk und allen Ständestimmen sehr klar an.

## Volksinitiative

### Text der Volksinitiative
Art. 118b (neu) Hausarztmedizin
1 Bund und Kantone sorgen im Rahmen ihrer Zuständigkeiten für eine ausreichende, allen zugängliche, fachlich umfassende und qualitativ hochstehende medizinische Versorgung der Bevölkerung durch Fachärztinnen und Fachärzte der Hausarztmedizin.
2 Sie erhalten und fördern die Hausarztmedizin als wesentlichen Bestandteil der Grundversorgung und als in der Regel erste Anlaufstelle für die Behandlung von Krankheiten und Unfällen sowie für Fragen der Gesundheitserziehung und der Gesundheitsvorsorge.
3 Sie streben eine ausgewogene regionale Verteilung an, schaffen günstige Voraussetzungen für die Ausübung der Hausarztmedizin und fördern die Zusammenarbeit mit den übrigen Leistungserbringern und Institutionen des Gesundheits- und Sozialwesens.
4 Der Bund erlässt Vorschriften über:
a. die universitäre Ausbildung, die berufliche Weiterbildung zur Fachärztin oder zum Facharzt sowie die klinische Forschung auf dem Gebiet der Hausarztmedizin;
b. den gesicherten Zugang zum Beruf und die Erleichterung der Berufsausübung;
c. die Erweiterung und die angemessene Abgeltung der diagnostischen, therapeutischen und präventiven Leistungen der Hausarztmedizin;
d. die Anerkennung und die Aufwertung der besonderen beratenden und koordinierenden Tätigkeiten für Patientinnen und Patienten;
e. administrative Vereinfachungen und zeitgemässe Formen der Berufsausübung.

### Anliegen und Ziele
Ziel der Initiative war die ausreichende, allen zugängliche, flächendeckende, fachlich umfassende und qualitativ hochstehende ambulante medizinische Grundversorgung der schweizerischen Bevölkerung durch Hausärzte. Die wichtigsten Forderungen an den Bund waren eine Top-Aus- und -Weiterbildung, eine erleichterte Berufsausübung, zweckmässige Praxisinfrastruktur und ein hausarztfreundliches Tarifsystem.

### Initiativkomitee und Trägerschaft
Die Volksinitiative trug der Berufsverband der Haus- und Kinderärzte «Hausärzte Schweiz». Dieser wurde am 17. September 2009 von den drei Fachgesellschaften Schweizerische Gesellschaft für Allgemeinmedizin, Schweizerische Gesellschaft für Allgemeine Innere Medizin und Schweizerische Gesellschaft für Pädiatrie gegründet. Das Initiativkomitee bestand aus 26 Fachärzten und Ärzten für Allgemeinmedizin, Innere Medizin sowie Kinder- und Jugendmedizin. Diese sind nachfolgend aufgelistet:
- Tschudi Peter, Rosenweg (Präsident)
- Decrey Wick Hedi (Vizepräsident)
- Denti Franco (Vizepräsident)
- Bagattini Michael
- Bauer Werner
- Bonfiglio Antonio
- Bösch Paul
- Bürke Hans-Ulrich
- Castelberg Reto
- Chiesa Alberto
- Cina Christoph
- Enz Kuhn Margot
- Gähler Ernst
- Héritier François
- Kappeler Olivier
- Müller Marc
- Naegeli Rolf
- Providoli Romeo
- Reber Feissli Monika
- Rupp Stephan
- Schilling Gerhard
- Schöni Miriam
- Späth Hans-Ulrich
- Streit Sven
- Zirbs Savigny Brigitte
- Zogg Franziska

Die oben aufgelisteten Urheber waren vorbehaltlos ermächtigt, die Volksinitiative mit absoluter Mehrheit zurückzuziehen.

## Behandlung der Volksinitiative und Gegenentwurf der Bundesversammlung

### Einreichung der Initiative
Mit der formalen Vorprüfung des Initiativtexts durch die Bundeskanzlei (Art. 69 BPR) am 8. September 2009 begann der Fristenlauf von 18 Monaten für die Sammlung von mindestens 100'000 Unterschriften (Art. 139 Abs. 1 BV). Lanciert wurde die Initiative am 1. Oktober 2009. Die Sammelfrist lief am 29. März 2011 ab; die Initiative wurde jedoch schon am 1. April 2010 eingereicht. Am 27. April 2010 verfügte die Bundeskanzlei, dass die Initiative mit 200'210 gültigen Unterschriften zustande gekommen sei.

### Botschaft des Bundesrates
In seiner Botschaft vom 16. September 2011 beantragte der Bundesrat der Bundesversammlung, Volk und Ständen, die Ablehnung der Volksinitiative zu beantragen, ihr aber einen direkten Gegenentwurf auf Verfassungsstufe gegenüberzustellen. Mit dem direkten Gegenentwurf zur Volksinitiative sollten die nach Ansicht des Bundesrates berechtigten Anliegen der Initiative aufgenommen werden, ohne aber einer einzelnen Berufsgruppe in der Verfassung eine Sonderstellung zulasten anderer in der medizinischen Grundversorgung tätigen Berufsgruppen einzuräumen, wie die Volksinitiative dies verlangte. Die vom Bundesrat vorgeschlagene Verfassungsnorm stellte die koordinierte, multiprofessionelle medizinische Grundversorgung von hoher Qualität, in welcher der Hausarztmedizin eine zentrale Rolle zukommt, in den Mittelpunkt.
Im Übrigen kritisierte der Bundesrat den Wortlaut der Initiative in folgenden Punkten:
- Eine erste Schwierigkeit bestehe schon beim Begriff der Hausarztmedizin, der wesentlicher Gegenstand der geforderten Verfassungsnorm sei. Dieser sei in der Fachwelt nicht klar definiert. Es gebe verschiedenste Weiterbildungsgänge und Titel, die unter diesen Begriff fielen. Unter Fachleuten sei man zudem immer mehr der Ansicht, dass ein Facharzttitel für die Gewährleistung der notwendigen Grundversorgung unabdingbar ist, denn dieser könne nur mit einer Ausbildungsdauer von fünf Jahren erlangt werden. Diese Definition der Hausarztmedizin bzw. des Hausarztes, die auch im Initiativtext steht (Absatz 1), schliesse die praktischen Ärzte aus, die lediglich über eine dreijährige Ausbildung verfügen. Der Ausschluss dieser Berufsgruppe stehe in direktem Konflikt zu internationalen Verpflichtungen: Der Weiterbildungstitel des praktischen Arztes sei im Freizügigkeitsabkommen zwischen der Schweiz und der Europäischen Gemeinschaft enthalten. Ein entsprechender Ausschluss der praktischen Ärzte sei somit nicht mit einschlägigem EU-Recht kompatibel.

- Die Annahme der Initiative hätte negative Auswirkungen auf die Flexibilität von Bund und Kantonen. Sämtliche Formen der Zulassungsbeschränkung für Hausärzte wären dauerhaft unmöglich. Wirtschaftliche oder qualitative Eingriffe, die den Zugang oder die Berufsausübung der Hausärzte direkt oder mittelbar tangieren könnten, wären unzulässig. Zum Beispiel dürften staatliche Behörden wegen des vorgeschlagenen Verfassungsartikels nicht intervenieren, sollte in einer Region eher ein Über- als ein Unterangebot vorherrschen. Dies hätte wiederum finanzielle Auswirkungen, die durch das von den Initianten geforderte nationale Forschungsprogramm im Bereich der Hausarztmedizin im Rahmen von 5 bis 10 Millionen noch verstärkt würden.
- Die Fokussierung der Hausärzte auf Verfassungsstufe sei sehr problematisch, denn sie diskriminiere Fachärzte sowie andere Fachpersonen der medizinischen Grundversorgung. Ein anderer Effekt dieser Ungleichbehandlung sei, dass eine (alleinige) fachlich umfassende und qualitativ hochstehende medizinische Versorgung durch Hausärzte den Patienten nicht gerecht werde, zumal die Hausarztmedizin es nicht vermöge, alle Krankheiten und Krankheitsbilder adäquat zu behandeln.[2]

### Beratung in den Eidgenössischen Räten
Das Anliegen der Initianten, die medizinische Grundversorgung zu stärken, stiess in den Eidgenössischen Räten auf viel Unterstützung. Das Geschäft wurde zuerst im Ständerat behandelt, der – wie auch schon der Bundesrat – nicht damit einverstanden war, nur die Stärkung der Hausarztmedizin in der Verfassung zu verankern. Stattdessen unterstützte der Ständerat den Gegenentwurf des Bundesrates, mit dem die Stärkung der gesamten medizinischen Grundversorgung realisiert werden sollte. Deshalb lehnte der Ständerat die Volksinitiative einstimmig ab und sprach sich für den Gegenentwurf des Bundesrates aus. Der Ständerat wollte den Gegenentwurf jedoch punktuell anpassen: Dem Bundesrat solle das Recht eingeräumt werden, Vorschriften für die angemessene Entlöhnung vorzunehmen. Im Nationalrat wollte eine Minderheit aus SP und Grünen sowohl den direkten Gegenentwurf als auch die Initiative zur Annahme empfehlen und bei der Stichfrage den Gegenentwurf empfehlen. Mit 66 zu 59 Stimmen bei 57 Enthaltungen lehnte dies der Nationalrat ab und folgte dem Antrag des Bundesrates. Die vergleichsweise sehr hohe Zahl an Enthaltungen rührt daher, dass die SVP-Fraktion sowohl die Initiative wie den Gegenentwurf ablehnte und sich der Stimme enthielt. Wie auch der Ständerat baute der Nationalrat den Gegenentwurf aus; die Änderungen des Nationalrates basierten dabei auf der bereits modifizierten Version des Gegenentwurfes. Die zuständige Kommission hatte den Vorschlag gemacht, dass dem Bund die Kompetenz eingeräumt werden soll, Vorschriften über die medizinische Grundversorgung und notwendige Aus- und Weiterbildungsangebote zu erlassen. Diesem Vorschlag folgte die grosse Kammer mit 102 zu 78 Stimmen. In der Gesamtabstimmung nahm der Nationalrat den ergänzten Gegenentwurf mit 123 zu 40 Stimmen an.
Es folgte ein Differenzbereinigungsverfahren, weil Erst- und Zweitrat abweichende Beschlüsse gefasst hatten. Auf Antrag der Kommission für soziale Sicherheit und Gesundheit des Ständerats beharrte der Ständerat auf seinem ursprünglichen Vorschlag und lehnte den Zusatz des Nationalrats ab. Auch der Nationalrat hielt daraufhin auf seinem Zusatz mit 110 zu 73 Stimmen fest, wobei die FDP und die SVP dem Beschluss des Ständerats zustimmten. Da der Nationalrat seinerseits an seinem Beschluss festhielt, hatte der Ständerat das Geschäft nochmals zu behandeln. Dieser war erneut nicht bereit, seine Version aufzugeben. Dieses Hin und Her endete, als der Nationalrat in seiner nächsten Beratung auf die Version des Ständerats einlenkte.
In den Schlussabstimmungen vom 19. September 2013 wurde der Gegenentwurf zur Volksinitiative im Ständerat mit 43 zu 0 Stimmen und im Nationalrat mit 140 zu 49 Stimmen angenommen. In der Folge wurde am 27. September 2013 der Bundesbeschluss zur Volksinitiative, welcher Volk und Ständen die Ablehnung der Volksinitiative empfahl, vom Ständerat mit 38 zu 0 Stimmen bei vier Enthaltungen und vom Nationalrat mit 195 zu 0 Stimmen angenommen.
Am 2. Oktober 2013 gab das Initiativkomitee den Rückzug der Initiative zugunsten des direkten Gegenentwurfs bekannt.

#### Wortlaut des direkten Gegenentwurfs der Bundesversammlung
Die Bundesverfassung wird wie folgt geändert:
Art. 117a (neu) Medizinische Grundversorgung
1 Bund und Kantone sorgen im Rahmen ihrer Zuständigkeiten für eine ausreichende, allen zugängliche medizinische Grundversorgung von hoher Qualität. Sie anerkennen und fördern die Hausarztmedizin als einen wesentlichen Bestandteil dieser Grundversorgung.
2 Der Bund erlässt Vorschriften über:
a. die Aus- und Weiterbildung für Berufe der medizinischen Grundversorgung und über die Anforderungen zur Ausübung dieser Berufe;
b. die angemessene Abgeltung der Leistungen der Hausarztmedizin.
II
Dieser Gegenentwurf wird Volk und Ständen zur Abstimmung unterbreitet. Sofern
die Volksinitiative «Ja zur Hausarztmedizin» nicht zurückgezogen wird, wird er
zusammen mit der Volksinitiative nach dem Verfahren gemäss Artikel 139b der

## Volksabstimmung

### Abstimmungsfrage
«Wollen Sie den Bundesbeschluss vom 19. September 2013 über die medizinische Grundversorgung annehmen? (Direkter Gegenentwurf zur zurückgezogenen Volksinitiative ‹Ja zur Hausarztmedizin›)»

### Haltungen
Von den acht grössten Parteien der Schweiz waren, FDP, Grüne, EVP, Die Mitte, SP, GLP und EDU für den direkten Gegenentwurf; die SVP war dagegen, wobei es acht Kantonalsektionen gab, die die Vorlage befürworteten.

### Ergebnisse
| Kanton                           | Ja     | Nein   | Beteiligung |
| -------------------------------- | ------ | ------ | ----------- |
| Zürich                           | 86,8 % | 13,2 % | 55,59 %     |
| Bern                             | 89,5 % | 10,5 % | 53,42 %     |
| Luzern                           | 88,6 % | 11,4 % | 57,48 %     |
| Uri                              | 86,3 % | 13,7 % | 49,93 %     |
| Schwyz                           | 81,0 % | 19,0 % | 58,55 %     |
| Obwalden                         | 82,2 % | 17,8 % | 60,29 %     |
| Nidwalden                        | 83,2 % | 16,8 % | 62,29 %     |
| Glarus                           | 88,7 % | 11,3 % | 50,65 %     |
| Zug                              | 86,5 % | 13,5 % | 62,37 %     |
| Freiburg                         | 90,8 % | 9,2 %  | 56,78 %     |
| Solothurn                        | 88,2 % | 11,8 % | 53,57 %     |
| Basel-Stadt                      | 89,0 % | 11,0 % | 57,43 %     |
| Basel-Landschaft                 | 88,7 % | 11,3 % | 54,52 %     |
| Schaffhausen                     | 87,2 % | 12,8 % | 70,54 %     |
| Appenzell Ausserrhoden           | 82,1 % | 17,9 % | 55,92 %     |
| Appenzell Innerrhoden            | 82,1 % | 17,9 % | 50,94 %     |
| St. Gallen                       | 85,1 % | 14,9 % | 53,28 %     |
| Graubünden                       | 89,1 % | 10,9 % | 52,88 %     |
| Aargau                           | 87,4 % | 12,6 % | 55,27 %     |
| Thurgau                          | 84,7 % | 15,3 % | 53,79 %     |
| Tessin                           | 87,7 % | 12,3 % | 55,68 %     |
| Waadt                            | 91,3 % | 8,7 %  | 57,95 %     |
| Wallis                           | 84,2 % | 15,8 % | 61,08 %     |
| Neuenburg                        | 93,7 % | 6,3 %  | 56,29 %     |
| Genf                             | 92,8 % | 7,2 %  | 57,13 %     |
| Jura                             | 90,7 % | 9,3 %  | 52,80 %     |
| Schweizerische Eidgenossenschaft | 88,1 % | 11,9 % | 53,85 %     |